# Меркато-Сан-Северино
Меркато-Сан-Северино (итал. Mercato S. Severino) — город в Италии, располагается в регионе Кампания, в провинции Салерно.
Население составляет 20 232 человека, плотность населения составляет 674 чел./км². Занимает площадь 30 км². Почтовый индекс — 84085. Телефонный код — 089.
Покровителем населённого пункта считается святой Рох. Праздник ежегодно празднуется 16 августа.